# Hubert Hönnekes

Hubert Hönnekes

Hubert Hönnekes (* 27. April 1880 in Kevelaer – Kervendonk auf Gründjenshof; † 15. März 1947 ebenda) war ein erklärter Gegner des Nationalsozialismus und in der Zeit der Weimarer Republik ein deutscher Politiker (Zentrum).

## Leben und Beruf
Peter Hubert Hönnekes besuchte: das Gymnasium in Emmerich, das Collegium Augustinianum Gaesdonck in Goch und das Gymnasium Arnoldinum auf Schloss  Burgsteinfurt. Nach dem Abitur studierte er Philologie in Innsbruck, Leipzig und Münster, wo er 1904 sein Staatsexamen ablegte. Als Student wurde er aktives Mitglied der katholischen Studentenvereine Teutonia-Leipzig und Markomannia Münster im KV, später wurde er noch Ehrenphilister des KV-Vereins Borussia in Königsberg.
Seine weitere Ausbildung erfolgte in Ostpreußen: Seminarjahr in Königsberg an der Oberrealschule auf der Burg und ein Probejahr (1905/1906) am Gymnasium in Braunsberg im Ermland. Ab 1. Oktober 1906 wurde Hönnekes Oberlehrer an der Copernicus-Oberrealschule in Allenstein und unterrichtete Geschichte, Deutsch, Religion, Erdkunde, Turnen und Schwimmen.

## Partei und Abgeordneter
Am 17. Dezember 1918 auf der Delegiertenversammlung der Ostpreußischen Zentrumspartei in Heilsberg zum Parteivorsitzenden gewählt, wurde er 1919 auch Mitglied des Reichsparteiausschusses und Mitglied des Ostpreußischen Provinziallandtages in Königsberg und in den Jahren 1930 bis März 1933 Mitglied des Deutschen Reichstages.

## NS-Staat
Hönnekes war ein erklärter Gegner des Nationalsozialismus. Nach der Machtergreifung musste Hönnekes in erheblichem Umfang Repressionen erleben, er wurde diffamiert, man versuchte, seine menschlichen Kontakte einzuschränken, auf "höhere Weisung" musste er sogar aus dem KV ausgeschlossen werden. Am 21. September 1933 wurde er zwangsweise aus dem Schuldienst entfernt.
Aus wirtschaftlicher Not (Hönnekes war verheiratet und hatte vier Kinder) zog die Familie 1935 nach Loffenau im Land Baden, wo Hönnekes als Handelsvertreter arbeitete. Dabei wurde er weiterhin von der Geheimen Staatspolizei observiert und belästigt. Als er an einem schweren und unheilbaren Nierenleiden erkrankte, wurde er auf Betreiben der Gestapo in ein Krankenhaus am Niederrhein verlegt.